# توماس ئی. واتسون
توماس ئی. واتسون (به انگلیسی: Thomas E. Watson) سناتور سابق عضو حزب دموکرات ایالات متحده آمریکا بود. وی در سال ۱۹۲۱ تا ۱۹۲۲ میلادی سناتور ایالت جورجیا در سنای ایالات متحده آمریکا بود.